# 蓝臀毛腿蜂鸟
，是雨燕目蜂鸟科的一种鸟类。
蓝臀毛腿蜂鸟体重约6克，翼长约71.5毫米，嘴峰长约25.5毫米，喙宽度约2毫米，喙厚度约1.9毫米，跗蹠长约6.7毫米，尾长约58毫米。蓝臀毛腿蜂鸟在其分布区内为留鸟，其栖息在半开放的高大树木组成的森林中，食性为草食性，主要食物来源是植物的花蜜。

## 亚种
- ：分布于哥伦比亚西南部纳里尼奥省和厄瓜多尔北部的安第斯山脉地区。
- ：分布于厄瓜多尔中部和南部的安第斯山脉地区。
- ：分布于委内瑞拉西部梅里达的安第斯山脉。
- ：分布于秘鲁北部的东安第斯山脉地区。
- ：分布于秘鲁中部和南部的东安第斯山脉地区。[4]